# Tagasta hoplosterna
Tagasta hoplosterna är en insektsart som först beskrevs av Carl Stål 1877.  Tagasta hoplosterna ingår i släktet Tagasta och familjen Pyrgomorphidae. Inga underarter finns listade i Catalogue of Life.